# ポール・ウォルター・ハウザー
ポール・ウォルター・ハウザー（Paul Walter Hauser, 1986年10月15日 - ）は、アメリカ合衆国の俳優、コメディアン、プロレスラー。また「Signet Ringer」名義でラッパーとしても活動している。

## 略歴
ミシガン州グランドラピッズ生まれのサギノー育ち、地元のヴァレー・ルーザラン高校に通い、多くの舞台に立つと、役者を目指してロサンゼルスに移る。その一方で、10代の頃からスタンダップコメディアンとして舞台に立っている。
2010年以降、プロの俳優として多くのテレビドラマに出演するが、名を上げたのは2017年の映画『アイ,トーニャ 史上最大のスキャンダル』で演じた実在の人物ショーン・エッカート役で、約300パウンド（約136kg）あったエッカートを演じるにあたり、260パウンド（約118kg）の体重を290パウンド（約132kg）まで増量した。
2017年の『アイ,トーニャ』と2018年の『ブラック・クランズマン』という評価の高い作品に印象的な脇役で出演して役者としての評価と知名度を上げると、2019年6月にはクリント・イーストウッド監督の映画『The Ballad of Richard Jewell』の主演に起用されたことが明らかになった。この映画は、1996年のアトランタオリンピックで爆弾を発見して多くの人々を救った英雄でありながら容疑者にされてしまった実在の警備員リチャード・ジュエルを描いた作品で、ハウザーはジュエルを演じる。同作は『リチャード・ジュエル』のタイトルで2019年12月13日に全米公開されることになった。同作の演技で第91回ナショナル・ボード・オブ・レビュー賞のブレイクスルー演技賞を受賞している。
俳優だけでなく、脚本家や映画監督としても活動している。
2022年7月には「Signet Ringer」名義でシングル「Murder for Higher」をリリース、ラッパーとしてデビューした。
2022年7月からApple TV+で配信されたテレビミニシリーズ『ブラック・バード』で実在の連続殺人犯ラリー・ホールを演じ、第80回ゴールデングローブ賞ではテレビドラマ部門助演男優賞（リミテッドシリーズ・テレビ映画部門）を、第75回プライムタイム・エミー賞では助演男優賞(リミテッドシリーズ/アンソロジーシリーズ/テレビ映画部門)を受賞した。
2024年からはプロレスラーとしても活動している。

## 私生活
2020年7月にエイミー・ボーランドと結婚し、2021年4月に第1子となる息子ハリスが誕生している。
2022年10月には妻の第2子の妊娠と、息子ハリスが映画『Bandit』に子役で出演していることを公表している。

## フィルモグラフィ

### 映画

#### 劇場公開映画
| 年   | 題名                                                                     | 役名                           | 備考                 |
| ---- | ------------------------------------------------------------------------ | ------------------------------ | -------------------- |
| 2010 | バージニア その町の秘密 Virginia                                         | デイル                         | 日本劇場未公開       |
| 2017 | アイ,トーニャ 史上最大のスキャンダル I, Tonya                            | ショーン・エッカート           |                      |
| 2018 | だめんず・コップ2 Super Troopers 2                                       | ロニー・ラルーシュ             | 日本劇場未公開       |
| 2018 | ブラック・クランズマン BlacKkKlansman                                    | アイヴァンホー                 |                      |
| 2019 | レイトナイト 私の素敵なボス Late Night                                   | マンキューソ                   | 日本劇場未公開       |
| 2019 | リチャード・ジュエル Richard Jewell                                      | リチャード・ジュエル           |                      |
| 2020 | もう、歩けない男 Adam（別題：Quad）                                      | トレント                       |                      |
| 2020 | ソングバード Songbird                                                    | マイケル・ドーザー             |                      |
| 2021 | シルクロード.com -史上最大の闇サイト- Silk Road                          | カーティス・クラーク・グリーン |                      |
| 2021 | クルエラ Cruella                                                         | ホーレス                       |                      |
| 2021 | クイーンピンズ Queenpins                                                 | ケン・ミラー                   |                      |
| 2022 | Delia's Gone                                                             | ボー                           |                      |
| 2023 | Americana                                                                | レフティ                       |                      |
| 2024 | オリオンと暗闇 Orion and the Dark                                        | 暗闇                           | 声の出演             |
| 2024 | インサイド・ヘッド2 Inside Out 2                                         | ハズカシ                       | 声の出演             |
| 2025 | ファンタスティック4:ファースト・ステップ The Fantastic Four: First Steps | モールマン                     |                      |
| 2025 | The Naked Gun                                                            | エド・ホッケン                 | 撮影中               |
| TBA  | Press Your Luck                                                          | マイケル・ラーソン             | ポストプロダクション |

#### WEB配信映画
| 年   | 題名                                                            | 役名     | 配信局    |
| ---- | --------------------------------------------------------------- | -------- | --------- |
| 2019 | ビート -心を解き放て- Beats                                     | テレンス | Netflix   |
| 2020 | ザ・ファイブ・ブラッズ Da 5 Bloods                              | サイモン | Netflix   |
| 2024 | インスティゲイターズ 〜強盗ふたりとセラピスト〜 The Instigators | ブーチ   | Apple TV+ |

### テレビドラマ
| 放映年    | 題名                                                           | 役名               | 備考                    |
| --------- | -------------------------------------------------------------- | ------------------ | ----------------------- |
| 2010      | コミ・カレ!! Community                                         | 生徒3              | 第2シーズン第5話        |
| 2010      | フィラデルフィアは今日も晴れ It's Always Sunny in Philadelphia | リッチー           | 第6シーズン第9話        |
| 2015      | ナイトシフト 真夜中の救命医 The Night Shift                    | オレン・エドワーズ | 第2シーズン第5話        |
| 2017      | スーパーストア Superstore                                      | ヴィンス           | 第2シーズン第11話       |
| 2018-2019 | アンブレイカブル・キミー・シュミット Unbreakable Kimmy Schmidt | トリップ・ノブ     | 第4シーズン第2, 11話    |
| 2019      | コブラ会 Cobra Kai                                             | レイモンド         | 第2シーズン、計8話出演  |
| 2022      | ブラック・バード Black Bird                                    | ラリー・ホール     |                         |
| 2023      | アフターパーティー The Afterparty                              | トラビス           | 第2シーズン、計10話出演 |

## 日本語吹替
日本語吹替版は小林達也、臼木健士朗、原田晃などが演じていたが『リチャード・ジュエル』以降はかぬか光明が演じることが多い。

## 受賞歴
『ブラック・バード』
- 第80回ゴールデングローブ賞テレビドラマ部門助演男優賞（リミテッドシリーズ・テレビ映画部門）受賞[1]
- 第75回プライムタイム・エミー賞助演男優賞リミテッドシリーズ/アンソロジーシリーズ/テレビ映画受賞